# Доріс Швайгер
Доріс Швайгер (нім. Doris Schwaiger; 28лютого 1985, Алленштайг, Австрія) — австрійська пляжна волейболістка. У парі з сестрою Штефані здобула золоту медаль на чемпіонаті Європи і двічі виступала на Олімпійських іграх.

## Із біографії
Виступала у парі з молодшою на рік сестрою Штефані Швайгер. Брала участь в Олімпійських іграх у Пекіні і Лондоні. На обох турнірах австрійські спортсменки поступалися у чвертьфіналі китайським пляжницям. Учасниця п'яти чемпіонатів світу. Двічі грала у чвертьфіналах (2009, 2013), одного разу — в 1/8 (2011) і двічі завершувала виступи на груповому етапі (2005, 2007). Чемпіонка Європи 2013 року. У фіналі, який проходив у Клагенфурті, сестри Швайгер перемогли іспанський дует Ельза Бакерісо — Ліліана Фернандес. Доріс і Штефані Швайгер були визнані найкращою спортивною командою Австрії 2013 року.

## Статистика
Статистика виступів на Олімпійських іграх:
| №  | Дата       | Раунд | Рахунок | Суперниці                                     | Сети  | Сети  | Сети  |
| №  | Дата       | Раунд | Рахунок | Суперниці                                     | 1     | 2     | 3     |
| -- | ---------- | ----- | ------- | --------------------------------------------- | ----- | ----- | ----- |
| 1  | 10.08.2008 |       | 2:0     | Васілікі Карантасіу — Васілікі Арваніті (GRE) | 21:18 | 21:18 |       |
| 2  | 12.08.2008 |       | 0:2     | Таліта Антунес — Рената Рібейро (BRA)         | 18:21 | 19:21 |       |
| 3  | 14.08.2008 |       | 2:0     | Бібіана Карденас — Майра Гарсія (MEX)         | 21:17 | 21:10 |       |
| 4  | 15.08.2008 | 1/8   | 2:1     | Сара Голлер — Лаура Людвіг (GER)              | 23:21 | 11:21 | 18:16 |
| 5  | 17.08.2008 | 1/4   | 0:2     | Тянь Цзя — Ван Цзє (CHN)                      | 12:21 | 12:21 |       |
| 6  | 28.07.2012 |       | 1:2     | Крістіна Колочова — Маркета Слукова (CZE)     | 21:10 | 13:21 | 13:15 |
| 7  | 30.07.2012 |       | 2:1     | Наталі Кук — Тамсін Гінчлі (AUS)              | 18:21 | 22:20 | 15:10 |
| 8  | 1.08.2012  |       | 1:2     | Місті Мей — Керрі Волш (USA)                  | 21:17 | 8:21  | 10:15 |
| 9  | 2.08.2012  |       | 2:0     | Зара Демпні — Шона Маллін (GBR)               | 21:15 | 21:12 |       |
| 10 | 3.08.2012  | 1/8   | 2:1     | Анастасія Васіна — Анна Возакова (RUS)        | 21:17 | 16:21 | 15:9  |
| 11 | 5.08.2012  | 1/4   | 0:2     | Сюе Чень — Чжан Сі (CHN)                      | 18:21 | 11:21 |       |

## Галерея

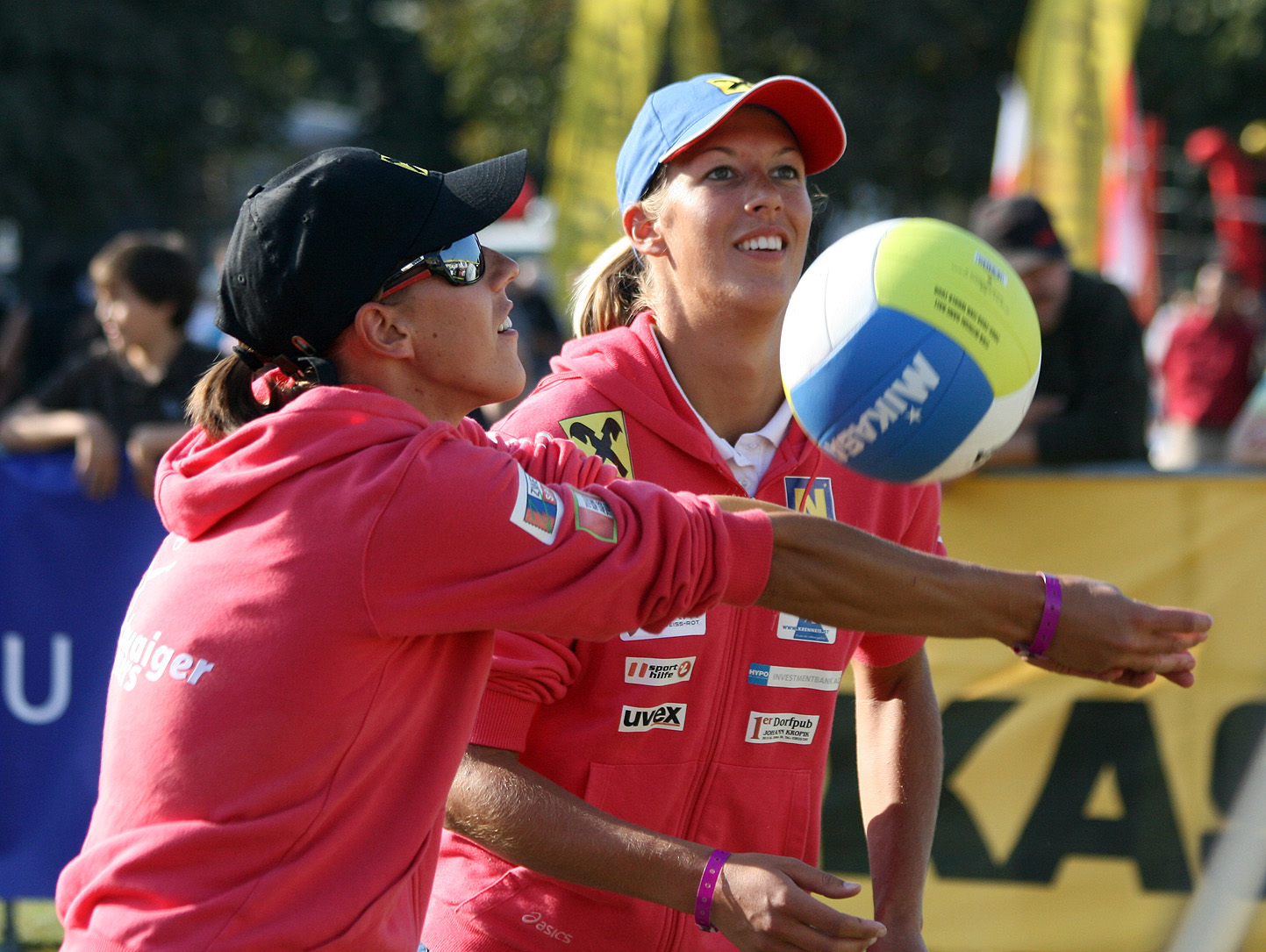
Відень, 2009 рік.
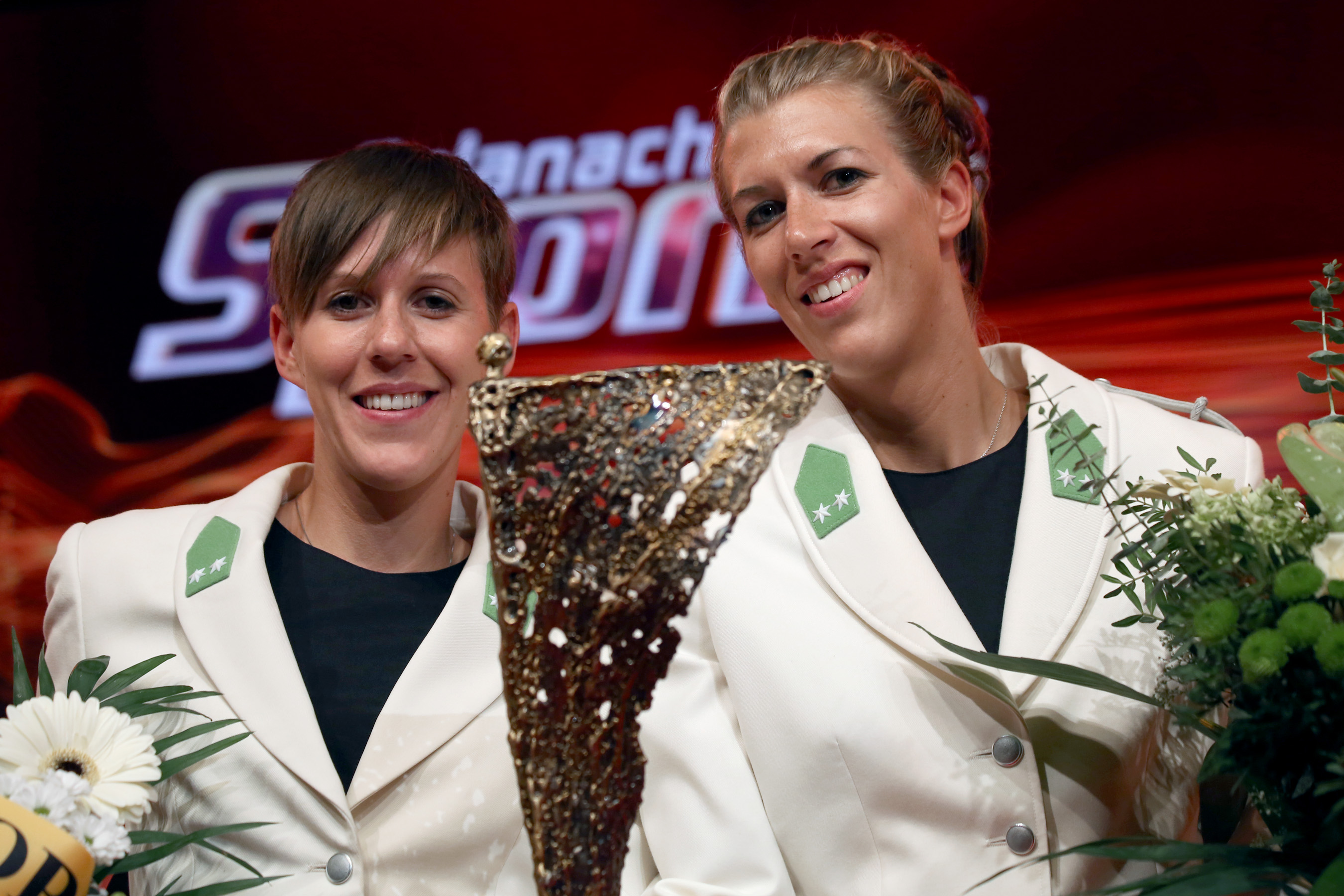
Дует Доріс і Стефані Швайгер був визнаний найкращою спортивною командою Австрії 2013 року.
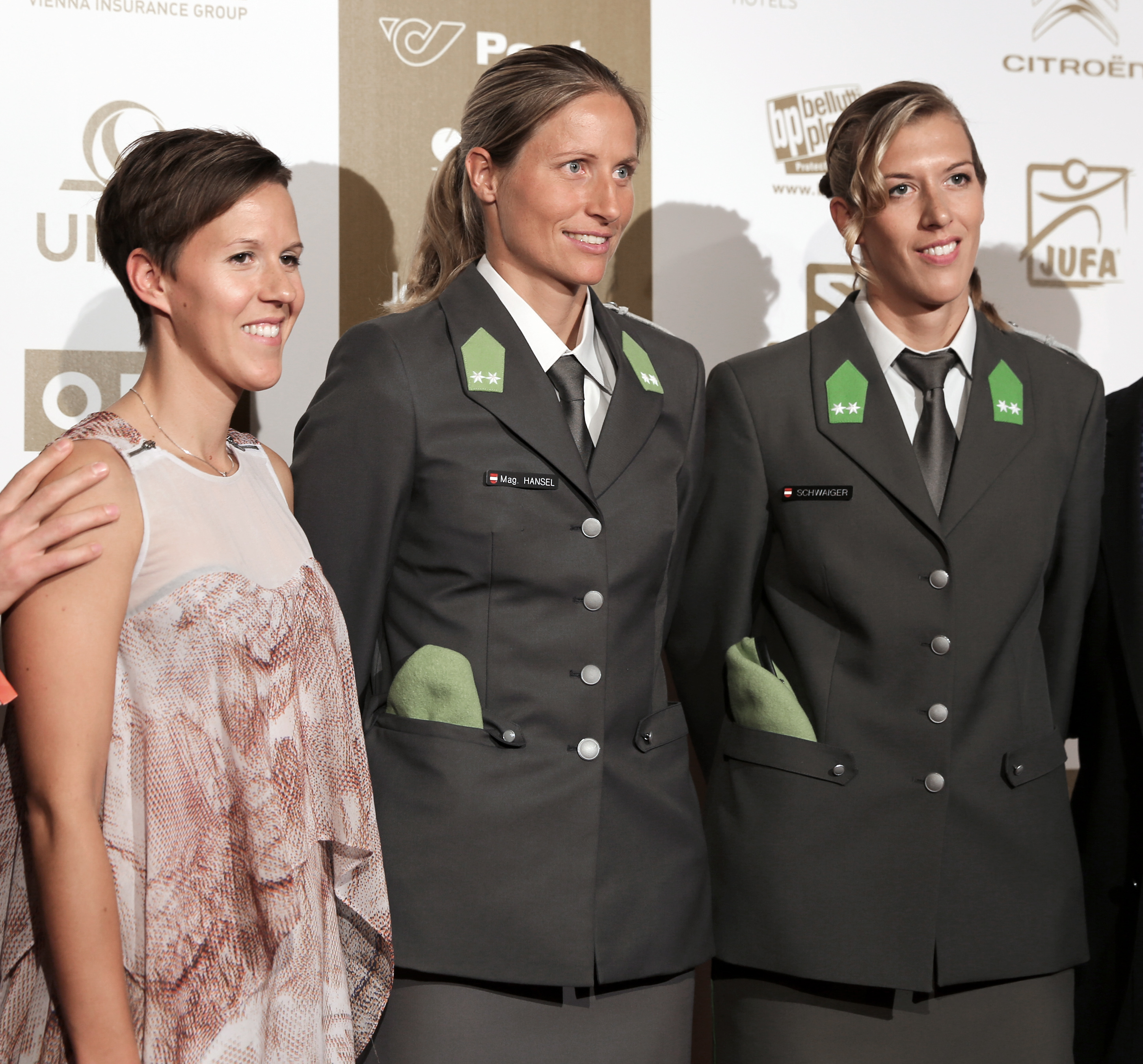
Доріс Швайгер, Барбара Гансель і Стефані Швайгер (2014 рік).